# مانوج موکاند ناراوانه
مانوج موکاند ناراوانه (انگلیسی: Manoj Mukund Naravane؛ زادهٔ ۲۲ آوریل ۱۹۶۰) ژنرال بازنشسته نیروی زمینی هند است که از ۱۵ دسامبر ۲۰۲۱ تا زمان بازنشستگی‌اش در ۳۰ آوریل ۲۰۲۲، به عنوان بیست و هشتمین رئیس ستاد ارتش هند و رئیس موقت کمیته روسای ستاد فعالیت می‌کرد. او در ۳۱ دسامبر ۲۰۱۹ سمت رئیس ستاد ارتش را از ژنرال بیپین راوات تحویل گرفت. پیش از انتصاب به عنوان رئیس ستاد ارتش، این افسر ارشد به عنوان چهلمین معاون رئیس ستاد ارتش هند، فرمانده ستاد فرماندهی شرقی هند و فرمانده آموزش ارتش خدمت کرده است. او همچنین به عنوان فرمانده سپاه دوم و همچنین فرمانده منطقه دهلی خدمت کرده است. وی پس از بازنشستگی از خدمت دفاعی خود، دو کتاب نیز منتشر کرده است.